# Henry Cailloué
Henry Cailloué, né le 12 octobre 1796 à Paris et mort le 9 août 1870 à Boulogne-sur-Mer, est un sculpteur français.

## Biographie
Henry Cailloué est né le 12 octobre 1796 à Paris. Il est élève d'Armand Toussaint et a exposé aux Salons de 1850 et 1853 sous le nom de Cailleux et au Salon de 1857 sous celui de Cailloué. Alfred de Champeaux cite aussi un Henry Cahieux qui a exécuté différents modèles destinés à être reproduits en bronze et qui a travaillé pour la Maison Barbedienne à Paris. C'est peut-être le même artiste (ou un artiste différent mort en 1854). Il a été domicilié au no 6, rue Monsigny  dans le 2e arrondissement de Paris jusqu'à sa mort.
Henry Cailloué meurt le 9 août 1870 à Boulogne-sur-Mer, et, a été inhumé au cimetière du Père-Lachaise .

## Œuvres
- Sainte Geneviève. Buste en marbre. Salon de 1853 (n° 1252). Le modèle en plâtre a figuré au Salon de 1850 (n° 3207).
- L'Été. Buste en plâtre. Dédié à S. A. R. l'Infante d'Espagne. Salon de 1853 (n° 1253).
- La Nymphe Aréthuse. Buste en bronze. Salon de 1857 (n° 2766).
- La Chrysothémis de Sophocle (tragédie d'Électre). Buste en bronze. Salon de 1857 (n° 2767).
- La Médée d'Euripide. Buste en bronze. Salon de 1857 (n° 2768).